# CB Herrera
Uniformes
Le CB Herrera est un club panaméen de baseball évoluant en Ligue du Panama.
Basé à Chitré (Herrera), le Herrera évolue à domicile à l'Estadio Rico Cedeño, enceinte de 6 000 places. Fondé en 1944, le club compte seize titres de champion national entre 1974 et 2008.

## Palmarès
- Champion du Panama (16) : 1945, 1965, 1966, 1967, 1977, 1980, 1982, 1985, 1986, 1988, 1989, 1997, 2003, 2005, 2007 et 2008.

## Histoire
Fondé en 1944, Herrera présente une équipe jointe avec celle de Los Santos lors du premier championnat du Panama.